# Aéroport de Phaplu
L'aéroport de Phaplu (code IATA : PPL • code OACI : VNPL) est un aéroport régional desservant la ville de Phaplu située dans le district de Solukhumbu, au Népal.

## Situation
| \| 100 km1:3 095 000 \| Bajura Bhadrapur Bhâratpur Bhojpur Biratnagar Dhangadhi Dolpa Janakpur Jomsom Jumla Katmandou Lamidanda Lukla Manang Meghauli Nepalganj Phaplu Pokhara Ramechhap Rukumkot Rumjatar Simara Siddharthanagar Simikot Surkhet Talcha Taplejung Thamkharka Tumlingtar Dang |
| 100 km1:3 095 000 |

## Destinations
| Compagnies     | Destinations                          |
| -------------- | ------------------------------------- |
| Nepal Airlines | Katmandou-Tribhuvan, Lukla T. Hillary |
| Tara Air       | Katmandou-Tribhuvan                   |
| Goma Air       | Katmandou-Tribhuvan                   |